# Mexitettix
Mexitettix is een geslacht van rechtvleugeligen uit de familie veldsprinkhanen (Acrididae). De wetenschappelijke naam van dit geslacht is voor het eerst geldig gepubliceerd in 2007 door Otte.

## Soorten
Het geslacht Mexitettix omvat de volgende soorten:
- Mexitettix asiga Otte, 2007
- Mexitettix basachi Otte, 2007
- Mexitettix bayoami Otte, 2007
- Mexitettix bimo Otte, 2007
- Mexitettix cahui Otte, 2007
- Mexitettix cami Otte, 2007
- Mexitettix corochi Otte, 2007
- Mexitettix cuacari Otte, 2007
- Mexitettix gara Otte, 2007
- Mexitettix huataca Otte, 2007
- Mexitettix jocari Otte, 2007
- Mexitettix majarami Otte, 2007
- Mexitettix muruchi Otte, 2007
- Mexitettix ojui Otte, 2007
- Mexitettix ratabami Otte, 2007
- Mexitettix ricuchuri Otte, 2007
- Mexitettix simuchi Otte, 2007
- Mexitettix sinu Otte, 2007
- Mexitettix sopori Otte, 2007
- Mexitettix tabe Otte, 2007
- Mexitettix tigotachi Otte, 2007